# Almamellék
Almamellék (deutsch Homeli, kroatisch Mamelik) ist eine ungarische Gemeinde im Kreis Szigetvár im Komitat Baranya.

## Geschichte
Almamellék wurde 1492 erstmals urkundlich erwähnt.
Eine ehemalige Waldbahn führt heute Touristikzüge.

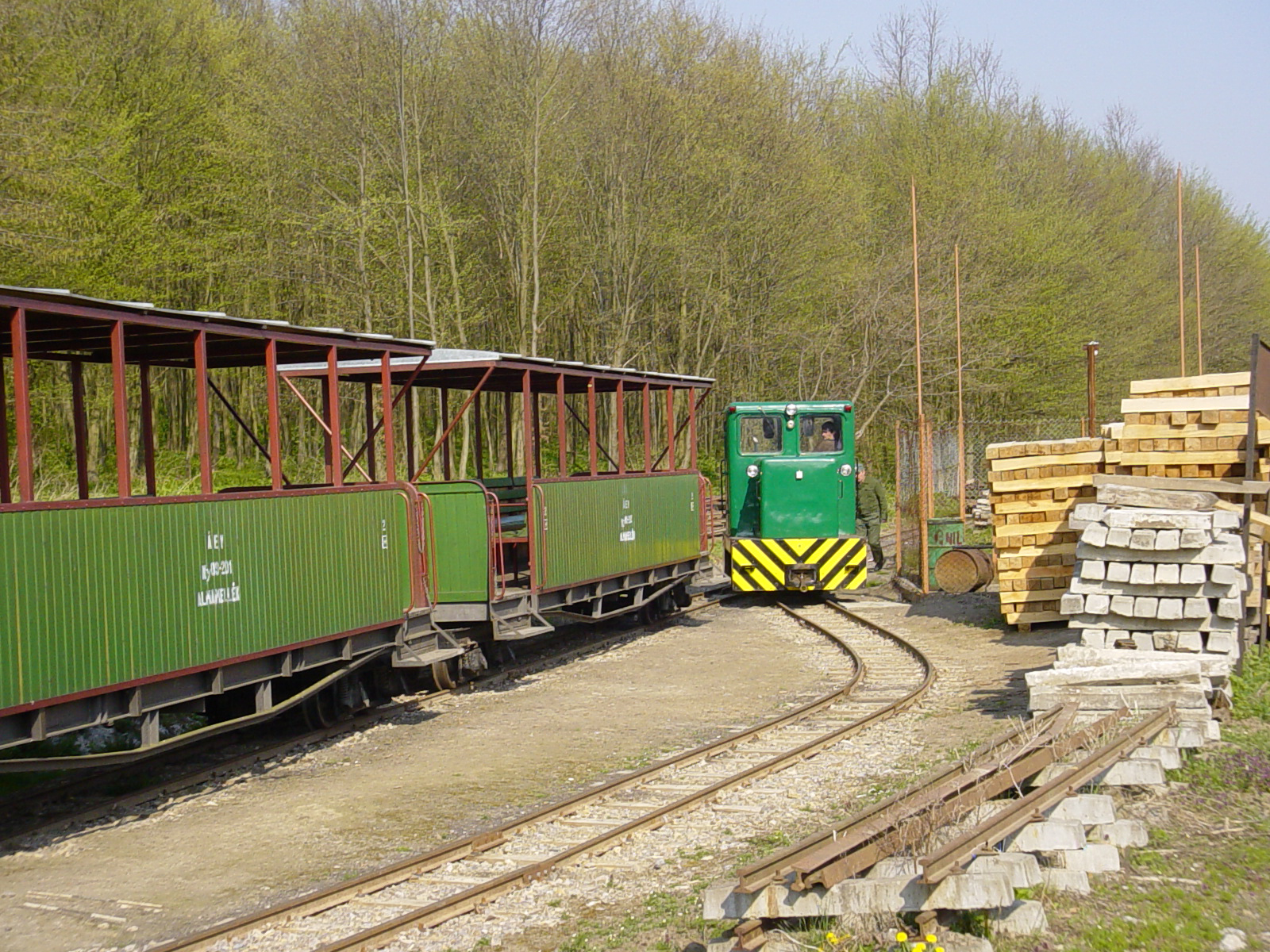
Almamelléki kisvasút: Waldbahn Almamellék